# Stéphane Geraci
Pour les articles homonymes, voir Geraci (homonymie).

a Compétitions nationales et continentales officielles uniquement.

Dernière mise à jour le 11 novembre 2012.
Stéphane Géraci, né le 3 août 1966, est un joueur de rugby à XV évoluant au poste de troisième ligne centre ou aile.
Il est le père de l'international français et double vainqueur du championnat du monde junior (2018 et 2019) Killian Géraci.

## Biographie
Stéphane Géraci joue en club tout d'abord avec le FC Grenoble de 1985 à 1992, en 1992.
Après une victoire en quart de finale contre l'US Dax 22 à 21 où l’entraîneur Dacquois René Bénésis avait alors eu cette expression pour qualifier le pack de Grenoble : « de véritables Mammouths », il joue la demi-finale en s’inclinant face à Biarritz 9-13 à Bordeaux.
Puis il signe au FCS Rumilly de 1992 à 1994 et gagne la Coupe André Moga en 1993 avec ce même club, avant de revenir à Grenoble sous l'ère des « Mammouths de Grenoble » dirigés par Jacques Fouroux et Michel Ringeval lors de la saison 1994-1995.
Il y évolue jusqu’en 1997-1998 et est parfois le capitaine de l’équipe.
Il est capitaine de l'équipe de France Militaire en 1989 et participe à la tournée en Namibie avec l'équipe de France A' en 1990.

## Palmarès
En championnat de France
- Demi-finaliste (1) : 1992 (avec le FC Grenoble)

En Coupe André Moga
- Vainqueur (1) : 1993 (avec le FCS Rumilly)

En Challenge Yves du Manoir
- Vainqueur (1) : 1987 (avec le FC Grenoble)
- Finaliste (2) : 1986 et 1990 (avec le FC Grenoble)